# Leopold I, Prinț de Anhalt-Dessau
Leopold I, Prinț de Anhalt-Dessau (3 iulie 1676 – 7 aprilie 1747) a fost prinț german din Casa de Ascania și conducător al principatului Anhalt-Dessau din 1693 până în 1747. De asemenea, a fost Generalfeldmarschall în armata prusacă.

## Primii ani
Leopold s-a născut la Dessau ca al 9-lea din cei zece copii (și cel mai mic din cei doi fii) ai lui Johann Georg al II-lea, Prinț de Anhalt-Dessau și a soției acestuia, Henriette Catherine de Nassau. Fratele lui mai mare a murit înainte ca Leopold să se nască.
Încă din tinerețe s-a dedicat preocupărilor militare, pentru care a fost educat atât fizic cât și mental. A devenit colonel de  regiment prusac în 1693 și în același an a moștenit principatul. Pentru restul lungii sale vieți, el a efectuat simultan sarcinile unui prinț suveran și ale unui ofițer prusac.
Prima campanie a lui Leopold a fost în 1695 în Țările de Jos, în care a fost prezent la Asediul de la Namur. A rămas pe câmpul de luptă până la sfârșitul războiului în 1697, de afacerile principatului ocupându-se mama sa, prințesa văduvă Henriette Catherine.

## Cariera militară

### Războiul Succesiunii Spaniole

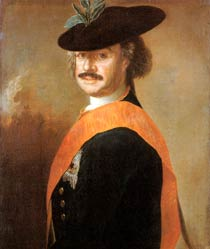
Leopold I, Prinț de Anhalt-Dessau

Cariera militară ca important comandant a lui Leopold a început odată cu izbucnirea Războiului de Succesiune spaniol în 1701. El a adus multe îmbunătățiri în armata prusacă, și a preluat comanda unui corp prusac de armată pe Rin, servind în asediile la la Kaiserswerth și Venlo în 1702. În anul următor, a obținut gradul de general-locotenent și a luat parte la Asediul de la Bonn. În campania din 1704 primul contingent prusac a servit sub Louis Wilhelm, Margraf de Baden-Baden, apoi sub Eugen de Savoia, și a luptat la Blenheim.
În 1705 Leopold a fost trimis cu un corp prusac să se alăture Prințului Eugen în Italia, și la 6 august a luptat în Bătălia de la Cassano. În Bătălia de la Torino a fost primul care a intrat în fortificațiile ostile (7 septembrie 1706). El a mai servit în mai multe campanii în Italia, apoi, sub comanda lui Eugen, s-a alăturat lui Marlborough în Țările de Jos, fiind prezent în 1709 la Asediul de la Tournai și Bătălia de la Malplaquet.
În 1710 Leopold a preluat comanda întregului contingent prusac pe frontul francez și în 1712 a fost făcut mareșal la cererea expresă a Prințului Moștenitor a Prusiei, Frederic Wilhelm, care a servit ca voluntar cu el. În prima parte a domniei lui Frederic Wilhelm, Prințul de Dessau a fost unul dintre membrii cei mai influenți ai cercului de guvernare prusac.

### Marele Război al Nordului
Deși Prusia a fost ostilă Suediei, prusacii au fost reticenți în a participa la Marele Război al Nordului. Numai după ce rușii au distrus cea mai mare parte din armata suedeză Prusia a intrat în război în 1715. Leopold l-a însoțit pe rege pe front, comandând o armată de 40.000 de oameni și învingând forțele mult mai mici ale lui Carol al XII-lea al Suediei în lupte grele pe insula Rügen la 16 noiembrie în alianță cu armata daneză. În timp de pace, și în special după o scurtă ceartă și duel cu generalul Friedrich Wilhelm von Grumbkow în 1725 s-a dedicat instruirii armatei prusace.